# Phrike
Phrike (in greco:Φρίκη), era lo spirito orribile della paura e del terrore per le cose che fanno tremare.
Il suo nome significa letteralmente tremori, brividi, e ha la stessa radice del verbo φρίττω (phrittō) tremare. Il termine Phrike è ampiamente usato in tragedia.